# 박기종 유물 일괄
박기종 유물 일괄(朴琪淙 遺物 一括)은 부산광역시 남구, 부산박물관에 있는 대한제국시대의 유물이다. 2013년 5월 8일 부산광역시의 유형문화재 제125호로 지정되었다.

## 지정 사유
부산박물관 소장 박기종 유물 일괄은 문서류 25점, 전적류 3점, 사진류 5점 등 총 33점으로, 1978년 박기종 선생의 후손이 부산박물관에 기증한 유물이다. 문서류는 교지(敎旨), 칙령(勅命), 칙지(勅旨) 등 박기종 본인과 부인, 조부모, 증조부모와 관련된 것과 개성학교 건립 시 사용한 당좌수표인 개성학교 금수취록 등이다.
전적류는『상경일기(上京日記)』 1책, 『도총(都摠)』 2책이다. 두 책 모두 박기종이 외부참서관(外部參書官)에 임명되기 직전부터 시작하여, 재임 중 서울에서 생활하면서 한말 외교 관계의 주요 사항을 일기체로 쓴 필사본으로 유일본이다. 이 두 책은 사료적 가치의 중요성 때문에 이미 1972년과 1989년에 영인, 간행된 바 있다. 그리고 전통 대례복이나 신식 양복 등을 입고 있는 사진류는 그의 관직 활동이나 유품과 관련된 유물을 고증할 수 있는 중요한 자료이다.
부산박물관 소장 「박기종 유물 일괄」은 박기종의 개인사는 물론, 부산 및 한국 근대사 연구에서 문헌자료로서의 사료적 가치가 매우 높은 자료이다.

## 같이 보기
- 박기종

## 참고 자료
- 박기종 유물 일괄 - 국가유산청 국가유산포털